# Jaakko Kontio

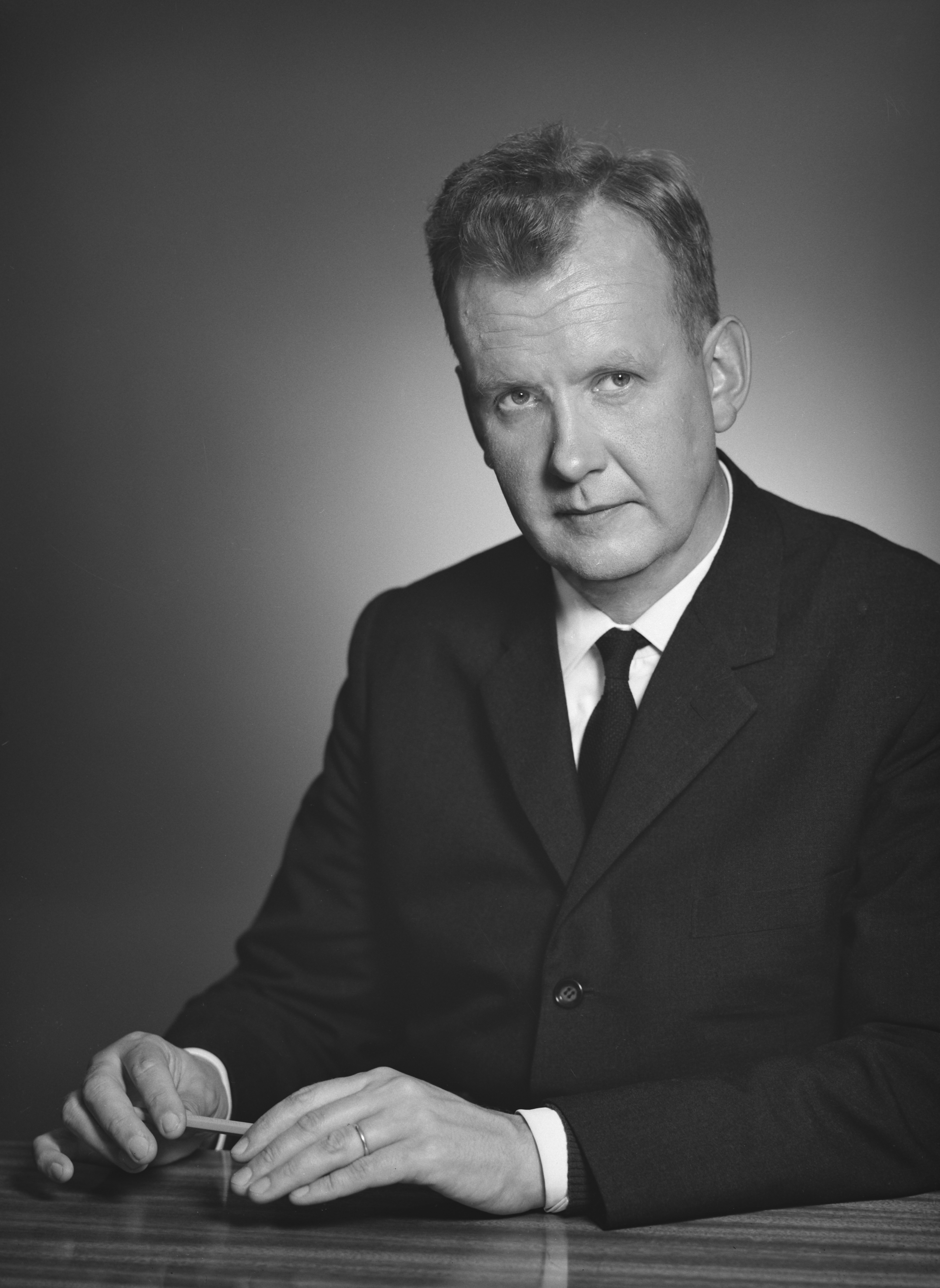
Jaakko Kontio (1962).

Kaarlo Jaakko Juhani Kontio, född 1 april 1924 i Kymmene, död 18 maj 2016, var en finländsk ingenjör och arkitekt. 
Kontio blev byggnadsingenjör vid Tammerfors tekniska institut 1948, utexaminerades från Tekniska högskolan i Helsingfors 1954 och var kontorschef hos Alvar Aalto 1954–1960. Han startade 1957 en egen arkitektbyrå tillsammans med Kalle Räike, 1970 anslöt sig även Seppo Kilpiä och 1989 ändrades byråns namn till Kontio-Kilpiä-Valjento. Kontio var även stadsarkitekt i Helsingfors 1962–1963 och medlem av Helsingfors stads fasadgranskningsnämnd 1962–1971. Han var en struktural modernist och kombinerade sitt tekniska kunnande med avancerat konstruktivistisk arkitektur. 

## Verk i urval
- Kasbergets finska samskola (1961)
- Borgånejdens finska yrkesskola (1962, 1984)
- Helsingfors ishall (1966)
- Imatra kapell (1967)
- Villmanstrands tekniska universitet (1968)
- Kemi församlingscentrum (1969)
- Hotell Presidentti i Helsingfors (1980)
- Sörnäs metrostation (1984)
- Statskontorets kontorsbyggnad i Helsingfors (1984)
- Separatorfabriken (ombyggnad till huvudkontor för Haka, 1990)
- Gräsvikens metrostation (1993)